# دوج سری دبلیوسی
دوج سری دبلیوسی (Dodge WC series) یک سری خودرو است که در سال‌های ۱۹۴۰–۱۹۴۵تولید شده‌است. طراحی آن موتور جلو، خودرو چهار چرخ محرک بوده‌است.

## نگارخانه

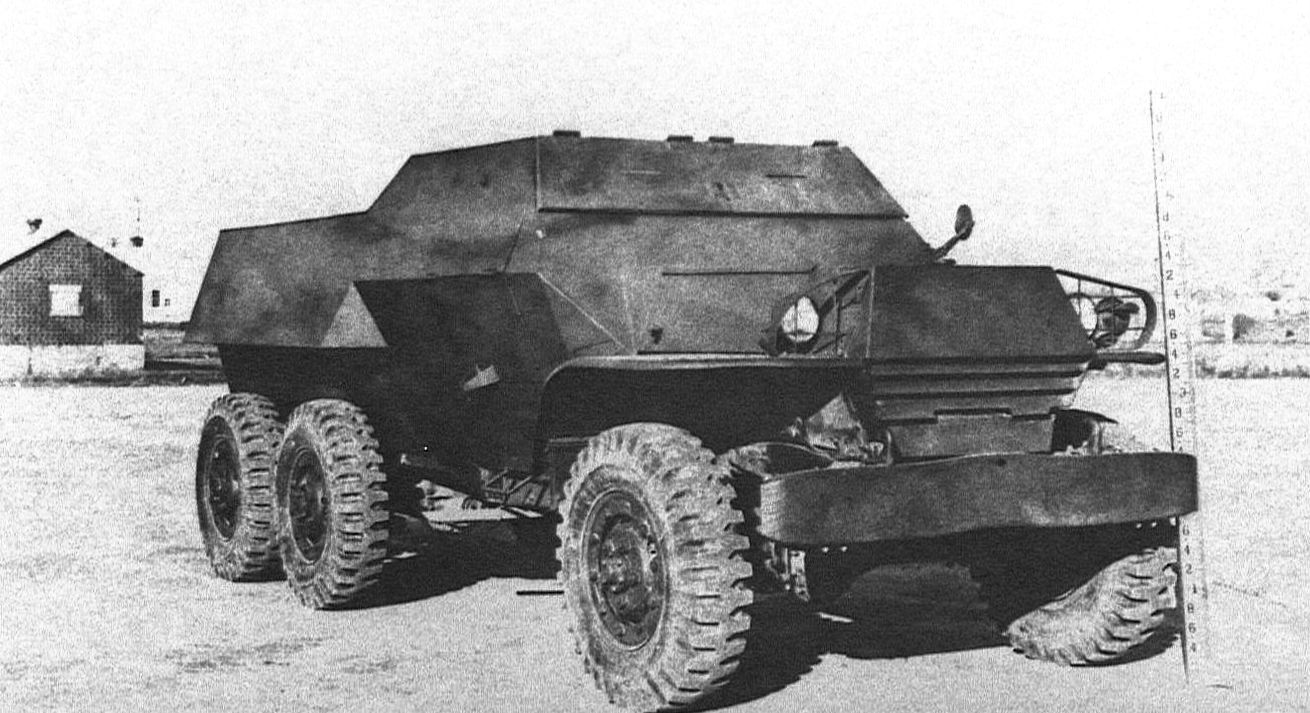
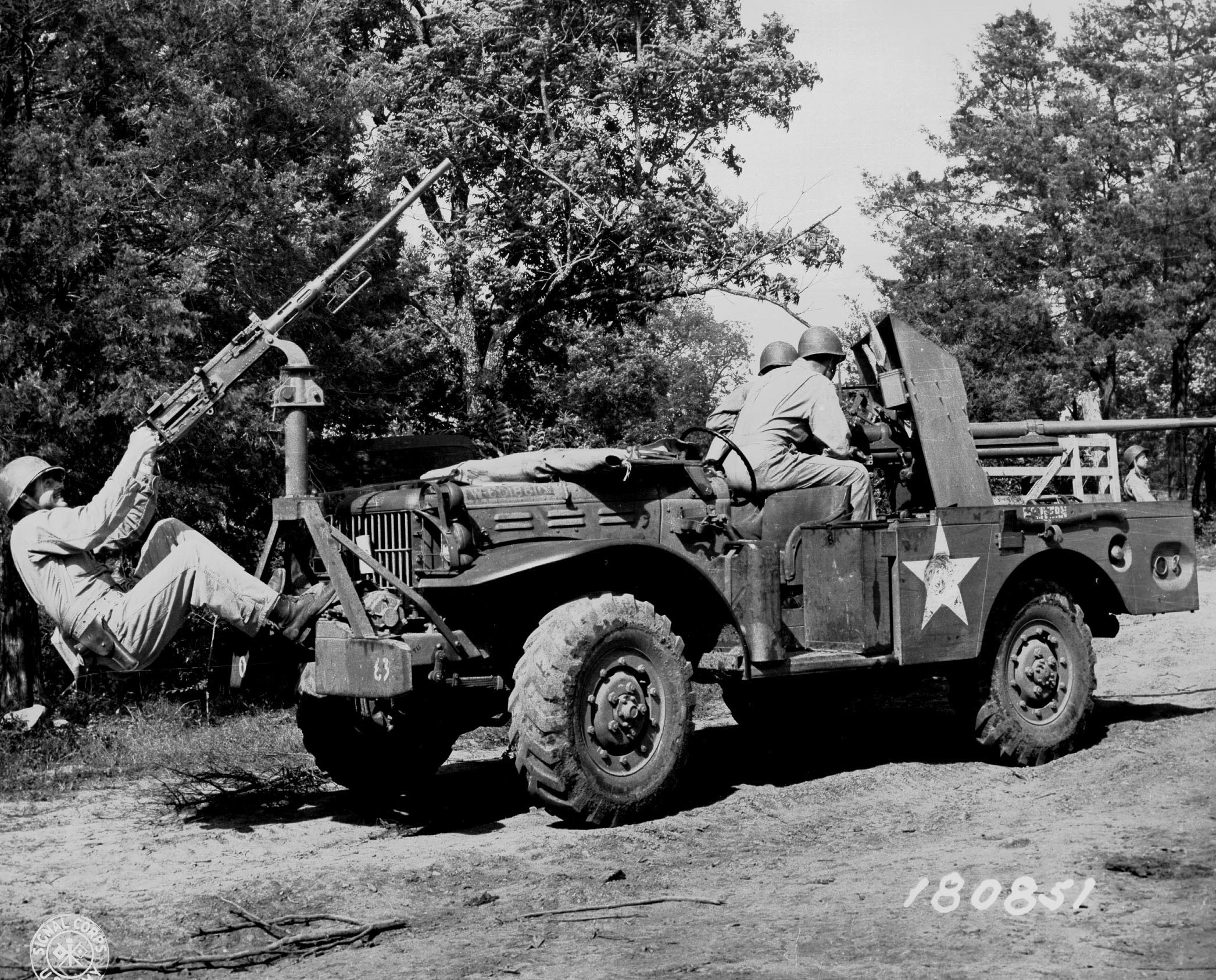
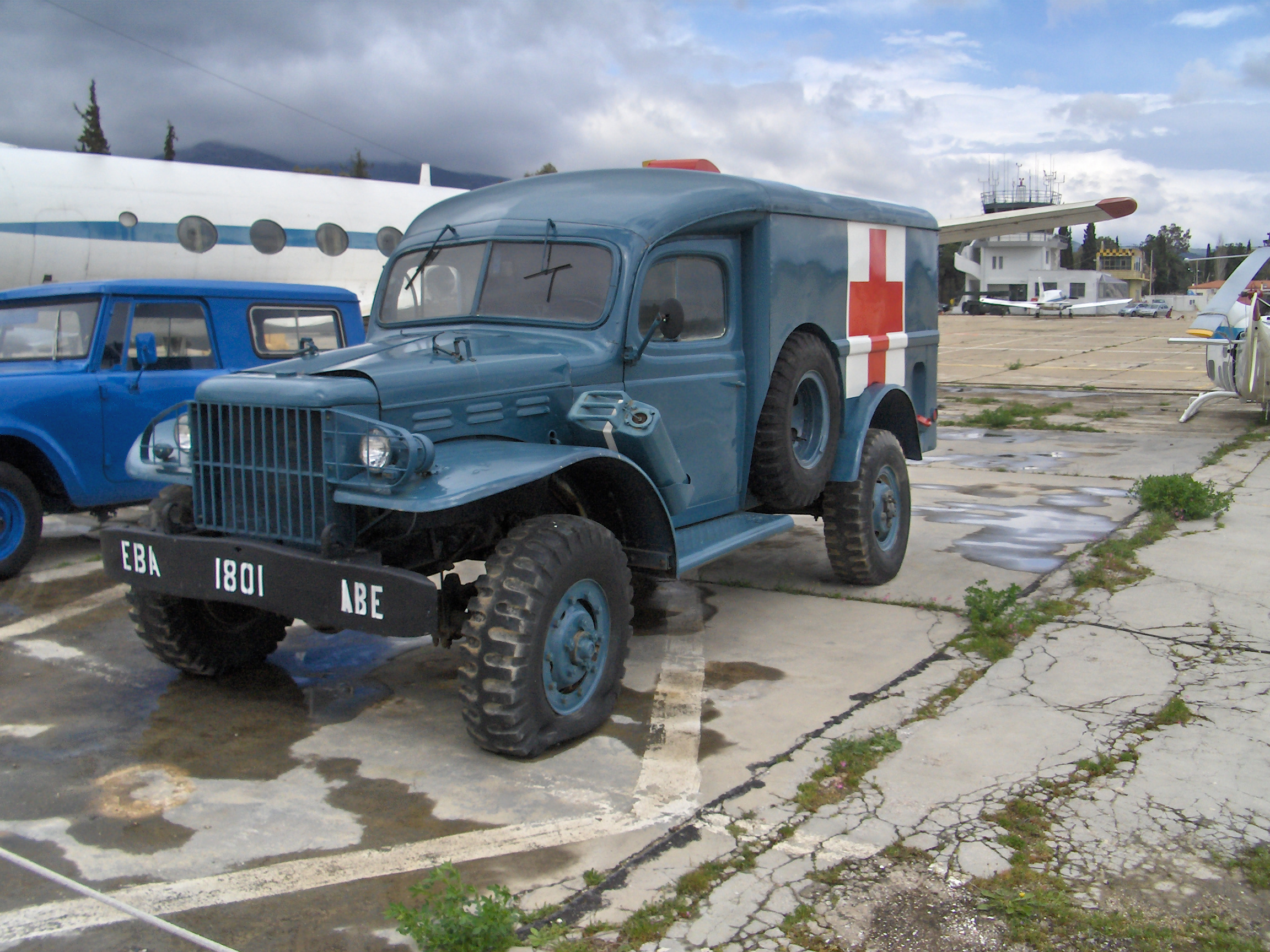
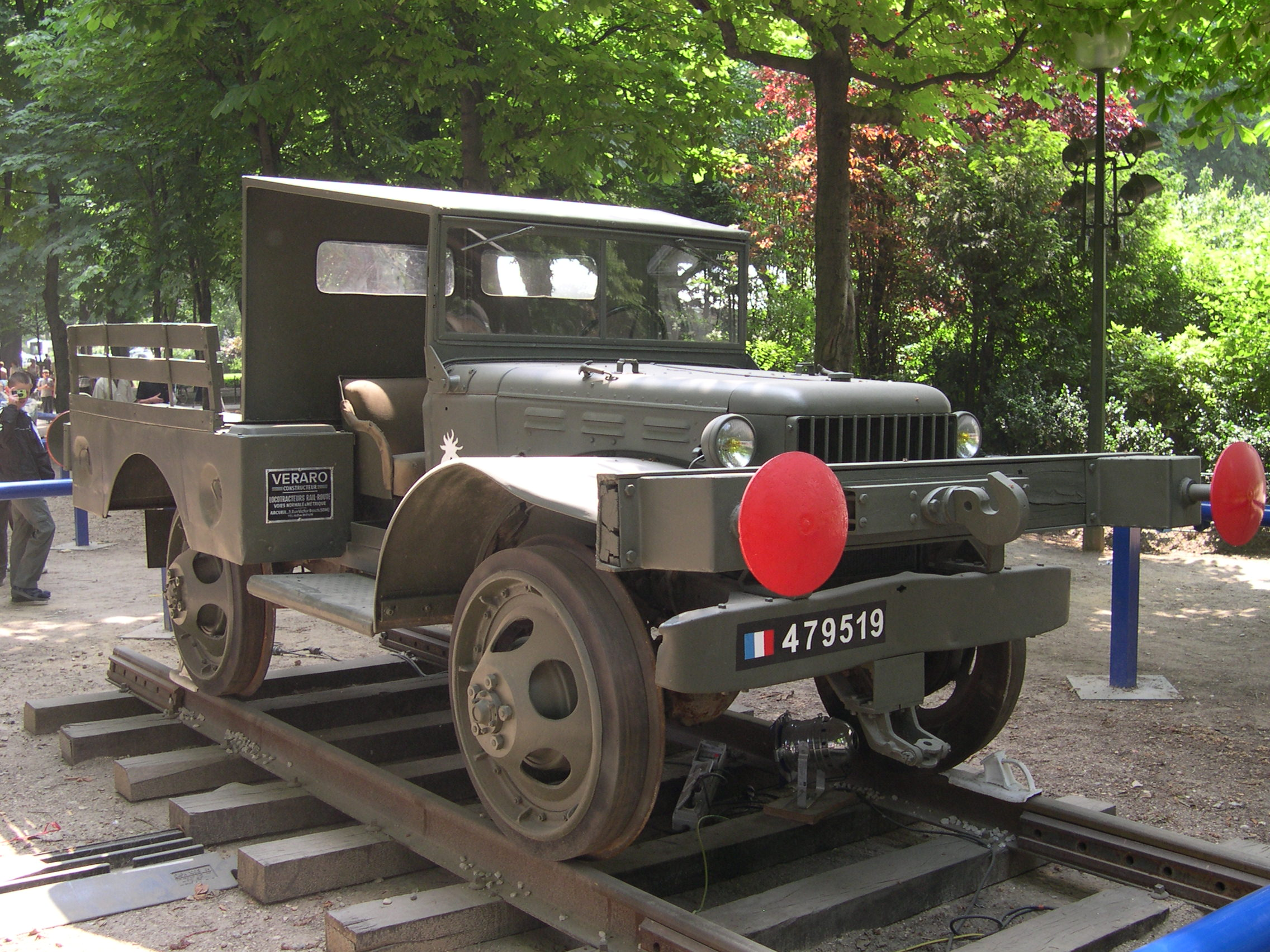